# Футбольный союз Сербии и Черногории
Футбо́льный сою́з Се́рбии и Черного́рии (серб. Фудбалски савез Србије и Црне Горе) — организация, осуществлявшая контроль и управление футболом в Сербии и Черногории. Располагалась в Белграде. ФССиЧ являлся правопреемником Футбольного союза Югославии, основанного в 1919 году, вступившего в ФИФА в 1923 году, а в УЕФА — в 1954 году, в момент основания конфедерации. Союз организовывал деятельность и управлял национальными сборными по футболу (мужской, женской, молодёжными). Под эгидой союза проводились мужской и женский чемпионаты Сербии и Черногории, а также многие другие соревнования.
В 2006 Черногория отделилась от конфедерации Сербии и Черногории, в результате чего в 2007 она сама стала полноценным членом УЕФА, а футбольный союз утратил силу.